# 주체사상파
주체사상파(主體思想派, 주사파)는 민족해방파(NL)에서 비롯된 운동권 계열로, 조선민주주의인민공화국의 지도이념인 주체사상을 지지하고 친북(親北) 성향을 특징으로 하였다. 1960년대생 80년대 학번이 주류를 이룬다.

## 유래
1970년대까지 대한민국의 사회운동에 마르크스-레닌주의와 같은 공산주의 이념은 직접적 영향이 크지 않았는데, 이는 한국 전쟁과 그 이후의 반공체제를 거치면서 대한민국 내 공산주의자들 거의 대부분이 축출당하였고 국가보안법과 반공법을 비롯한 사상 통제를 통해 친공산주의적인 내용의 정보 교류를 금기시하였기 때문이다. 특히 한국 전쟁 이후 김일성과 김일성 정권에 대한 거부감은 한국 사회 전반에 확고하였다.
그러나, 박정희의 유신체제 이후 전체주의적, 권위주의적 사회통제가 심화되고, 10·26 사태 이후 12·12 군사 반란으로 등장한 전두환 신군부(新軍府)가 1980년 5·18 광주 민주화 운동을 유혈진압함으로써 기존 '자유민주주의체제'와 소위 '자유우방 미국'에 대한 확신과 신뢰에 의문을 표하고 과학적 사회주의를 학습하는 정치운동세력이 대학가를 중심으로 형성되어 마르크스주의파로 성장하였고, 이러한 반독재 투쟁의 분위기 속에서 주체사상도 유입되었다. 이후 마르크스주의파와 주체사상파는 극심한 노선투쟁을 벌여 주체사상파가 마르크스주의파를 밀어내고 학생운동권의 헤게모니를 쟁취하였다.
1985년에 발표된 김영환의 강철서신은 주체사상이 학생운동세력에 퍼지게 되는 결정적인 계기를 만들었고, 반제국주의에 근거한 반미(反美) 의식과 한국 특유의 민족주의적 토양을 바탕으로 소위 '우리식 사회주의'를 지향하거나 지지하는 세력이 성장하기 시작했다.
1990년대에는 여러 학생운동 정파들이 와해되거나 몰락하였으나 한국 체제에 대한 저항적 태도와 민족주의 및 통일운동을 앞세운 주체사상파는 오히려 한동안 세력을 확장했다. 그러나, 조선민주주의인민공화국의 경제 실상이 전해지고 1996년 8월에 한총련의 주도로 연세대학교에서 열린 '조국통일범민족대회'를 김영삼 정부가 강경하게 진압한 후 한총련에 대한 이적단체 판결로 학생운동 지도부가 구속·수감됨으로써 급속히 그 세력이 약해졌고, 1997년 말의 IMF 구제금융사건 이후 대학생들의 정치운동 참여가 현저하게 줄어들고 비운동권 계열의 사람사랑 학생회가 등장하면서 사실상 몰락하였다.

## 활동

### 학생 운동
초기 주사파는 해외 유학생 계열 학생운동과는 달리 외부의 영향 없이 자생적으로 성장하였다. 그러나, 이들 중 일부는 조선민주주의인민공화국의 공작에 의해 이북과 직접적인 연계를 갖기도 했다. 이들은 강철서신의 유행으로 인해 학생운동의 헤게모니를 장악해 나가며 1980년대 말까지 수를 불렸지만, 북(北)과의 연계 및 비밀조직 형태에 대한 대중적 거부감에 의하여 사실상 몰락하였다.
반면, 민족해방 계열이 주도하고 있던 한총련은 기본적으로 대중적 학생조직을 지향하고 민족주의를 전면에 내세워 1993년 발족 당시부터 학생운동 세력 중 최대규모로 그 영향력이 상당했기 때문에 민족해방 계열의 일부로 한총련에 참여한 주사파는 그 세를 확장할 수 있었다. 그러나, 한총련이 1996년 소위 '연세대 사태' 이후 대한민국 대법원에 의해 이적단체로 규정되고 1997년 말부터 비운동권 학생회장이 당선되고 학생운동이 퇴조함으로써 급격히 쇠퇴하였다.

### 제도권 정당
전두환 정부, 노태우 정부, 김영삼 정부 시대에 주체사상파는 민주화 운동세력의 일부로도 참여하였다. 이들 중 일부는 신한국당과 민주당 등 제도권 정당으로의 진출을 시도하였다. 이 때문에 일부 반공주의자들 가운데에는 민주화 운동과 주체사상파를 동일한 집단으로 간주하려는 경향이 있다. 한편, 당시 운동권 세력 중 전향을 거부했던 주사파 일부는 2002년 대선 즈음부터 전향하여 소위 '뉴라이트 운동'에 가담하기도 하였다. 이들 중 일부는 한나라당을 통해 국회로 진출하였다.

### 진보정당
주사파의 상당수는 민중민주 계열의 주도로 만들어진 민주노동당에 입당함으로써 제도권정당으로 진출하였다. 주사파를 비롯한 민족해방 계열은 지구당에 집단입당하는 방식으로 '지구당 위원장'을 자기정파로 선출하고 민노당을 접수하여 민중민주 계열과 갈등을 일으켰다. 이러한 갈등은 결국 2007년 대선 직후 폭발하여 민주노동당과 진보신당의 분당으로 이어졌다.
2008년, 민주노동당의 분당 사태 당시 심상정, 노회찬, 조승수 등은 기존 민주노동당 내 "친북 종북주의"를 비판하며, 민주노동당을 탈당하여 진보신당을 창당하였다.
2012년 총선 직전에는 민주노동당과 진보신당 탈당파(심상정, 노회찬, 조승수 등), 유시민의 국민참여당이 다시 통합진보당으로 통합하였다. 정치노선은 물론 이념까지 판이한 이들이 결합한 이유는 정당명부 득표율을 높여 비례대표 국회의원 당선자 수를 늘리는데 있었고, 특히 당권파인 민족해방 계열과 비당권파인 국민참여당 계열은 비례대표 국회의원 후보 경선에서 서로 자기파를 당선가능성이 높은 앞 순위 후보로 올리기 위해 편법을 마다하지 않아 심한 알력이 생겼다.
2012년 총선 직후에는 그러한 갈등이 폭발해 국민참여당 계열이 민족해방 계열의 '경기동부연합'을 부정 경선의 주도 세력이라고 주장하면서 종북(주사파) 논란을 촉발시켰다. (통합진보당 부정 경선 사건) 결국 같은 해 9월 통합진보당은 분당 사태를 겪었고, 탈당파는 한 달 후 진보정의당을 창당하였다.
이 사건 당시 국민참여당 계열이 주도한 종북 논란의 여파로 통합진보당 잔류파는 검찰 수사의 대상이 되었고, 2012년 대선 TV토론 당시 통합진보당 대통령 후보였던 이정희의 집요한 공격을 받은 박근혜가 대통령에 취임한 6개월 후인 2013년 8월 이석기 내란 선동 사건을 거쳐 2014년 12월 19일 헌법재판소의 정당해산심판에 의해 통합진보당이 강제 해산되었다. (통합진보당 해산심판 사건)

## 용어의 오용
주체사상과 무관하더라도 진보적 사상을 가진 사람이나 단체를 주체사상파라고 싸잡아 부르는 경우도 간혹 있는데, 이는 일부 보수주의자들이 주체사상파와 진보주의자를 동일시하면서 생긴 현상이다. 1998년에는 최장집 등이 보수 정치권에 의해 주사파라는 비판을 받기도 하였다.

## 같이 보기
- 민족해방파(NL파)
- 주체사상
- 민족주의
- NLPDR
- 종북주의
- 김영환
- 한총련
- 반미주의